# 幌内川 (樺太)
幌内川（ほろない[ポロナイ]がわ；Поронай；Poronaj）は、樺太の中部にある河川である。長さ320kmは利根川に匹敵する長さを誇り、流域面積7,990km2は淀川に匹敵する。日本統治時代は日本唯一の国際河川として知られていた。

## 名称
川名は、アイヌ語の「ポロ・ナイ」（大きい（親の）・川）に由来する。

## 地理
ロシア領の北樺太に源を発し、北緯50度線から南樺太に入り、多来加湖の西側を流れ、敷香郡敷香町の多来加湾へ注ぐ。
北緯50度線上の天第二號の国境標石が、幌内川の左岸に位置していた。

## 支流
- 初問川 - 幌登岳に源を発する河川。